# Moon.
MOON. (Nhật: ムーン。 tạm dịch: Mặt trăng.) là một visual novel người lớn phát triển bởi Tactics, một thương hiệu thuộc NEXTON, và phát hành tại Nhật Bản vào ngày 21 tháng 11 năm 1997 trên hệ điều hành Windows của máy tính cá nhân (PC). Trò chơi được nhóm phát triển miêu tả như một "AVG chạm đến trái tim" (心に届くAVG Kokoro ni Todoku AVG). Câu chuyện xoay quanh Amasawa Ikumi, một cô gái trẻ gia nhập tổ chức FARGO với hy vọng tìm ra nguyên nhân cái chết của mẹ mình, người cũng từng là thành viên của tổ chức. Lối chơi của MOON. đi theo một cốt truyện phân nhánh có tính tương tác với nhiều kịch bản và tập trung chủ yếu vào ba nhân vật nữ chính. Tác phẩm từng hai lần nằm trong danh sách 50 PC game bán chạy nhất tại Nhật Bản.
Hầu hết nhân viên tham gia phát triển trò chơi này về sau sáng lập nên thương hiệu visual novel Key. MOON. là điểm khởi đầu của Key, và đó cũng là lần đầu tiên những thành viên chủ chốt trong Key tề tựu. Một cuốn tiểu thuyết có kịch bản dựa theo trò chơi viết bởi Tateyama Midori được Movic phát hành vào ngày 31 tháng 7 năm 1998. Các ca khúc trong visual novel ra mắt song song với soundtrack của Dōsei, trò chơi đầu tiên của Tactics, vào tháng 8 năm 2000 tại Comiket 58. MOON. cũng được tái hiện trong một vài loại hình truyền thông khác không trực tiếp liên quan đến trò chơi, chẳng hạn như tựa game thứ ba của Tactics là ONE ~Kagayaku Kisetsu e~, và trong chuyển thể anime thứ hai của visual novel đầu tiên của Key là Kanon.

## Cách chơi

Một đoạn hội thoại thường gặp giữa người chơi (Ikumi) và nhân vật Haruka trong visual novel MOON..

MOON. là một visual novel chính kịch và kinh dị mà trong đó người chơi sẽ vào vai Amasawa Ikumi. Gần như toàn bộ thời gian chơi chỉ là đọc những lời tự sự và hội thoại. Văn bản trong trò chơi thường kèm theo một sprite (立ち絵 tachi-e) nhân vật, đại diện cho người mà Ikumi đang giao tiếp, trên một họa nền; sprite có thể thay đổi thường xuyên theo biểu cảm nhân vật. Người chơi sẽ bắt gặp những CG artwork ở một số thời điểm trong kịch bản, khi đó họa nền và sprite nhân vật được thay thế bởi một họa phẩm riêng biệt, tùy tình huống. MOON. đi theo một cốt truyện phân nhánh với nhiều cái kết khác nhau, và tùy thuộc vào những quyết định người chơi thực hiện trong suốt quá trình thưởng thức mà kịch bản sẽ tiến triển theo một hướng cụ thể.
Có ba mạch kịch bản chính để người chơi trải nghiệm, mỗi mạch truyện tập trung vào câu chuyện của một nữ chính. Visual novel thường cung cấp những tùy chọn để người chơi lựa chọn xuyên suốt kịch bản, và văn bản sẽ tạm ngưng không chạy tiếp cho đến khi người chơi đã đưa ra quyết định của mình. Để đọc được toàn bộ kịch bản, người chơi phải chơi lại nhiều lần, mỗi lần lại đưa ra các lựa chọn khác nhau để câu chuyện đi tiếp theo một hướng khác. Người chơi phải tự điều hướng qua các hành lang ở FARGO để khám phá môi trường xung quanh.
Trò chơi được chia ra thành hai mươi phần có tiêu đề bằng tiếng Anh được viết chủ yếu bằng màu trắng và một góc được hiển thị đỏ, mỗi phần tương ứng với một ngày. Visual novel có bảy cái kết: một kết thúc đẹp, hai kết thúc bình thường và bốn kết thúc xấu. Trong ấn bản gốc, một phần phụ nhập vai sẽ xuất hiện trên thanh tiêu đề nếu trò chơi được hoàn thành ít nhất một lần. Sau đó nó được loại bỏ khỏi ấn bản lồng tiếng đầy đủ trên DVD. MOON. chứa những CG chỉ dành cho người trên 18 tuổi, thể hiện một trong các nữ chính đang quan hệ tình dục hoặc giao cấu lẫn nhau, trong hai trường hợp tự nguyện hoặc bị cưỡng hiếp.

## Cốt truyện và nhân vật

Amasawa Ikumi, nhân vật chính.

Cốt truyện của MOON. xoay quanh một tổ chức bí ẩn được biết đến với tên FARGO. Nhân vật chính là Amasawa Ikumi (天沢郁未 lồng tiếng bởi: Ruru), một cô gái trẻ phát hiện ra FARGO có dính líu đến cái chết của mẹ mình là Amasawa Miyoko (天沢未夜子), xảy ra sáu năm trước khi câu chuyện bắt đầu. Miyoko, người thường xuyên làm món súp kem đặc biệt cho con gái mình, là một thành viên của FARGO. Sau khi phát giác ra điều này, Ikumi gia nhập FARGO để tìm hiểu lý do mẹ cô qua đời trong khi cũng dần nhận ra bản chất tội ác của tổ chức khi khai thác năng lực tâm linh bằng cách tra tấn. Ikumi cuối cùng quyết tâm trả thù cho mẹ mình bằng cách chống lại FARGO.
Ikumi và chín cô gái khác cùng lứa tuổi với cô được triệu tập trong một hội thảo dành cho những người muốn gia nhập FARGO; cô được đưa vào một chiếc xe tải chở nhóm nhỏ này đến căn cứ của FARGO, và trên đường đi, Ikumi làm quen với hai cô gái khác có mục đích tương tự. Một cô tên là Mima Haruka (巳間晴香 lồng tiếng bởi: Aya), tham gia FARGO để cứu anh trai mình. Cô bắt đầu hợp tác với Ikumi vì lợi ích đạt được mục tiêu chung của hai người. Cô gái còn lại tên là Nakura Yui (名倉由依 lồng tiếng bởi: Serizono Miya), đang tìm kiếm chị mình là Nakura Yuri (名倉友里 lồng tiếng bởi: Nishida Komugi), người gia nhập FARGO để có được 'quyền năng vô hình', một loại nhận thức ngoại cảm. Yui thể hiện ra ngoài một tính cách lạc quan nhằm che đậy quá khứ u tối mà cô không muốn nhớ lại. Mỗi cô gái đều rất tự tin sẽ thực hiện được mục tiêu của mình, và họ giúp đỡ nhau trên đường đi.
Đến FARGO, Ikumi gặp mặt những người khác có liên hệ với nhóm. Trong số đó gồm Kanuma Yōko (鹿沼葉子 lồng tiếng bởi: Kodama Satomi), một chiến hữu khiêm nhường gia nhập tổ chức có nguyên do; chuyện gì đó đã xảy ra giữa người phụ nữ này và mẹ của Ikumi. Cũng tại FARGO, Ikumi ở chung với một cậu bé được gọi là "Shōnen" (少年 tạm dịch: Nhóc hay Thằng bé, lồng tiếng bởi: Tsunami Arashi). Cậu giải đáp giúp Ikumi những thắc mắc liên quan đến mẹ của cô; Shōnen không bao giờ tiết lộ tên thật của cậu. Những nhân vật khác gồm Takatsuki (高槻 lồng tiếng bởi: Yūatono Matsuri), một người đàn ông kiêu ngạo trong FARGO, và Tsuki (月 tạm dịch: Mặt trăng), biểu tượng của FARGO và là người đứng đằng sau mọi hoạt động của tổ chức, cũng là nhân vật phản diện chính.

## Phát triển và phát hành
Trưởng dự án phát triển MOON. là YET11, nghệ danh của Yoshizawa Tsutomu. Hoạch định phát triển MOON. do Maeda Jun phụ trách, cũng là một trong hai nhà biên kịch chính của trò chơi cùng với người đồng nghiệp Hisaya Naoki. Chỉ đạo nghệ thuật và thiết kế nhân vật do Hinoue Itaru đảm nhiệm, còn khâu đồ họa vi tính (CG) được tăng cường thêm Miracle Mikipon và Shinory. Âm nhạc trong game chủ yếu do Orito Shinji sáng tác, YET11 và Ishisan mỗi người soạn hai nhạc phẩm, và Maeda đóng góp một bài. Chỉ trừ YET11 và Ishisan, các nhân viên còn lại trong dự án này về sau đã sáng lập nên thương hiệu visual novel Key.
MOON. ra mắt lần đầu vào ngày 21 tháng 11 năm 1997 dành cho PC Windows 95 sử dụng ổ CD-ROM. NEXTON phát hành ấn bản MOON.RENEWAL vào ngày 21 tháng 8 năm 1998 sau khi nâng cấp game engine. Ngày 14 tháng 9 năm 2000, MOON. Memorial Selection được AI System tung ra thị trường với giá rẻ hơn. Ngày 12 tháng 7 năm 2002, NEXTON phát hành MOON. DVD LimitedEdition được hỗ trợ khả năng tương thích với Windows 98/Me/2000/XP dùng ổ DVD-ROM; NEXTON cũng gọi đây là phiên bản MOON. DVD Final Version. Ấn bản DVD, và cả bản phát hành sau đó, đều được lồng tiếng đầy đủ, kèm theo hai đoạn anime trong phần mở đầu, cũng như được cải tiến đồ họa. Phiên bản CD-ROM của ấn bản DVD có tựa đề MOON. CD LimitedEdition ra mắt dưới dạng ba đĩa CD vào ngày 20 tháng 9 năm 2002. NEXTON phát hành MOON.DVDPG Edition tại Nhật Bản vào ngày 30 tháng 1 năm 2003 dưới dạng DVD game. NEXTON sau đó tái bản ấn bản DVD hỗ trợ Windows XP/Vista/7 vào ngày 2 tháng 4 năm 2010.

## Truyền thông
Một cuốn tiểu thuyết dày 256 trang có cốt truyện dựa theo visual novel viết bởi Tateyama Midori và được Movic phát hành vào ngày 31 tháng 7 năm 1998 (ISBN 4-89601-387-5). Một artbook dày 143 trang gồm các minh họa nghệ thuật trong MOON. và trò chơi tiếp theo của Tactics là ONE ~Kagayaku Kisetsu e~ mang tựa Tactics MOON. & ONE ~Kagayaku Kisetsu e~ Settei Genga-shū (タクティクスMOON.&ONE～輝く季節へ～設定原画集) được Compass xuất bản vào ngày 31 tháng 10 năm 1998 (ISBN 4-87763-014-7). Album nhạc của visual novel bán chung với soundtrack của Dōsei, trò chơi được Tactics thực hiện trước MOON., mang tựa Dōsei & MOON. Original Soundtracks. Album chỉ gồm một đĩa và ra mắt ngày 10 tháng 8 năm 2000 tại Comiket 58 bởi Exobitant Records. Đĩa này chứa 31 track nhạc; 15 bản đầu tiên lấy từ Dōsei và 16 bài tiếp theo nằm trong MOON.. Một bộ thẻ bài với hình minh họa lấy từ Dōsei và MOON. cũng được phát hành.

## Đón nhận
Theo một bảng xếp hạng về doanh số thu được của các bishōjo game trên toàn quốc ở Nhật Bản, ấn bản Windows MOON.DVD nằm trong tốp 50 tựa game bán chạy nhất, giữ hạng 44 trong hai tuần đầu của tháng 7 năm 2002. MOON.Limited cũng xuất hiện trong bảng xếp hạng trên một lần, ở vị trí thứ 48 vào cuối tháng 9 cùng năm. Nữ chính Amasawa Ikumi đã góp mặt trong dòng trò chơi dōjin Eternal Fighter Zero của Twilight Frontier. Bốn nhân vật trong MOON. cũng xuất hiện như những vai quần chúng trong một cảnh ở căn tin của ONE ~Kagayaku Kisetsu e~, gồm: Ikumi, Kanuma Yōko, Mima Haruka và Nakura Yui. MOON. được tái hiện một lần nữa trong tập sáu phiên bản anime Kanon do Kyōto Animation sản xuất, đó là tấm áp phích của một bộ phim kinh dị chiếu rạp mà hai nhân vật Ayu và Yuichi đang muốn xem.